# وسام الاستحقاق الثقافي (كوريا الجنوبية)
وسام الاستحقاق الثقافي (باللغة الكورية (هانغول): 문화 훈장) هو أحد أوسمة الاستحقاق في كوريا الجنوبية، والذي يمنحه رئيس كوريا الجنوبية «للخدمات المتميزة الجديرة بالتقدير في مجالات الثقافة والفن من أجل تعزيز الثقافة الوطنية والتنمية الوطنية».

## مراتب
يُمنح وسام الاستحقاق الثقافي على خمس مراتب.
| المرتبة | الاسم                          | الشريط |
| ------- | ------------------------------ | ------ |
| الأولى  | كومجوان (التاج الذهبي)(금관)   |        |
| الثانية | إيونغوان (التاج الفضي) (은관)  |        |
| الثالثة | البغوان (التاج الثمين) (보관)  |        |
| الرابعة | أوكجوان (التاج الجوهري) (옥관) |        |
| الخامسة | الهواجوان (تاج الزهرة) (화관)  |        |

## المستلمون
كومجوان (التاج الذهبي)، المرتبة الأولى
- ميونغ - وون تشونغ ، 1996 [3]
- بايك نام - جون 2007 [4]
- يو هيون موك ، 2009 [5]
- بارك وان سو ، 2011 [6]
- يون يوه جونج ، 2021 [7]

إيونغوان (التاج الفضي) ، المرتبة الثانية
- مارتينا ديوتشلير ،1995 [8]
- لي مي جا ، 2009 [9]
- كون-وو بايك ، 2010 [10]
- لي سو مان ، 2011 [11]
- شين يونغ كيون ، 2011 [11]
- ها تشون هوا ، 2011 [11]
- كيم كي دوك ، 2012 [12]
- كيم سو هيون ، 2012 [12]
- كيم كوليم ، 2017 [13]
- تشو يونغ بيل ، 2013 [14]
- قو بونغ سيو، 2013 [14]
- آهن سونغ كي ، 2013 [14]
- باتي كيم ، 2013 [14]
- لي سون جاي، 2018 [15]
- كيم مين كي ، 2018 [15]
- بونغ جون هو ، 2019 [16]
- ريو جي دونغ، 2020 [17]
- قو دو شيم، 2020 [18]
- بيون هي بونج ، 2020 [18]
- يون هانغ جي، 2020 [18]
- لي جانغ هي ، 2021 [7]
- لي تشون يون ، 2021 [7]

بوغوان (التاج الثمين) ، المرتبة الثالثة
- هاي كيونغ سوه ، 1980
- ياناجي سيتسو ، 1984 [19]
- بارك تشان ووك ، 2004 [20]
- شين جو ، 2010 [21]
- قو إيون جونغ ، 2010 [21]
- ايم هي-تشون [كو] ، 2010 [21]
- شين جونغ هيون ، 2011 [11]
- أوه سيونغ ريونغ [كو] ، 2011 [11]
- يو-هو [كو] ، 2011 [11]
- نا مون هي ، 2012 [12]
- سونغ تشانغ سيك ، 2012 [12]
- قدير طوباش ، 2014 [22]
- كيم يونغ أوك ، 2018 [23]
- ايم ها ريونج، 2020 [24]
- سونغ جاي هو ، 2021 [7]
- بارك إن هوان ، 2021 [7]
- نوه هي جيونج ، 2021 [7]

أوكجوان (التاج الجوهري)، المرتبة الرابعة
- مون سو ري، 2002
- تشوي مين سيك، 2004 [20] - أعاد تشوي مين سيك شارته عام 2006 ، احتجاجًا على الانخفاض الكبير في دعم برامج البرامج الفنية التابعة للحكومة الكورية.[25]
- إي بيونج هون، 2006
- جيون دو يون، 2007 [26]
- بروذر أنتوني، 2008 [27]
- ساي ، 2012 [12]
- لي جونغ جين ، 2012 [12]
- جو مين-سو ، 2012 [12]
- سونغ كانغ هو ، 2019 [16]

الهواجوان (تاج الزهرة) ، المرتبة الخامسة
- جي يونغ كيم ، 1998 [28]
- باي يونغ جون ، 2008 [29]
- بي تي أس ، 2018 [A]: [30] ار ام وجين وشوقا وجيهوب وجيمين وڤي وجنغكوك [31]

فئة غير معروف
- هيلين كيم ، 1963 [32]
- صموئيل مارتن ، 1994 [33]

## ملاحظة
بالإضافة إلى تلقي الفرقة جائزة(فرقة بتس) ، تلقى كل عضو منهم جائزة منفردة.